# 이명현 (조선의 문신)
이명현(李命賢, 1706년 - 1772년)은 조선 후기의 문신으로 영조 때 송인명(宋寅明) 등과 같이 신비(愼妃, 중종의 정비 단경왕후 신씨)를 복위 할 것을 주장하였다.

## 생애
조선 후기의 문신으로 본관은 전주(全州), 휘는 명현(命賢)이다. 호조좌랑(戶曹佐郞) 증 좌승지(左承旨) 이창한(李昌漢)의 증손이며, 통덕랑(通德郞) 증 가선대부(嘉善大夫) 호조참판(戶曹參判) 이홍익(李弘益)의 손자이다. 아버지는 가선대부(嘉善大夫) 동지중추부사(同知中樞府事) 이재영(李載榮)이며, 어머니는 증 병조판서(兵曹判書) 무안인(務安人) 박선흥(朴宣興)의 딸로 정부인 무안박씨(貞夫人 務安朴氏)이다.
부인은 청주인(淸州人) 한상복(韓尙福)의 딸로 영인 청주한씨(令人 淸州韓氏)이다.
동추 재영의 장남으로 1706년(숙종 32) 7월 1일 탄생하였다. 1722년(경종 2) 독문의도감(讀文義都監)을 역임하고, 1733년(영조 9) 가인의(假引儀)에 제수되고, 1734년(영조 10) 통례원 인의(通禮院引儀)에 제수되었다.
1737년(영조 13) 조지별제(造紙別提)에 제수되고, 1738년(영조 14) 다시 인의(引儀)에 제수되었다.
1739년(영조 15) 우의정 송인명(宋寅明)이 종친과 문무 백관을 거느리고 신비(愼妃, 중종의 정비 단경왕후 신씨)의 복위가 마땅한지를 회의 할 때 참여하여 복위할 것을 주장하였다.
1742년(영조 18) 남양감목관(南陽監牧官)에 제수되고, 1756년(영조 32) 통례원 찬의(通禮院贊儀)에 제수되었다.
1757년(영조 33) 조모상(遭母喪)을 만나 복결하시고, 1769년(영조 45) 부사과(副司果)를 역임하였다. 봉열대부(奉列大夫)의 품계를 받고, 1772년(영조 48) 9월 6일 향년 67세로 별세하여 광주 하도 왕륜면 삼리 장의산(莊義山) 아래 자좌(子坐)로 장사지냈다.

## 가족관계
- 고조부 : 이도제(李道躋)
  - 증조부 : 이창한(李昌漢)
    - 할아버지 : 이홍익(李弘益)
      - 아버지 : 이재영(李載榮)
      - 어머니 : 정부인 무안박씨(貞夫人 務安朴氏), 증 병조판서(兵曹判書) 무안인(務安人) 박선흥(朴宣興)의 딸.
        - 부인 : 영인 청주한씨(令人 淸州韓氏, 1704년-1755년), 청주인(淸州人) 한상복(韓尙福)의 딸.